# Bernerhof

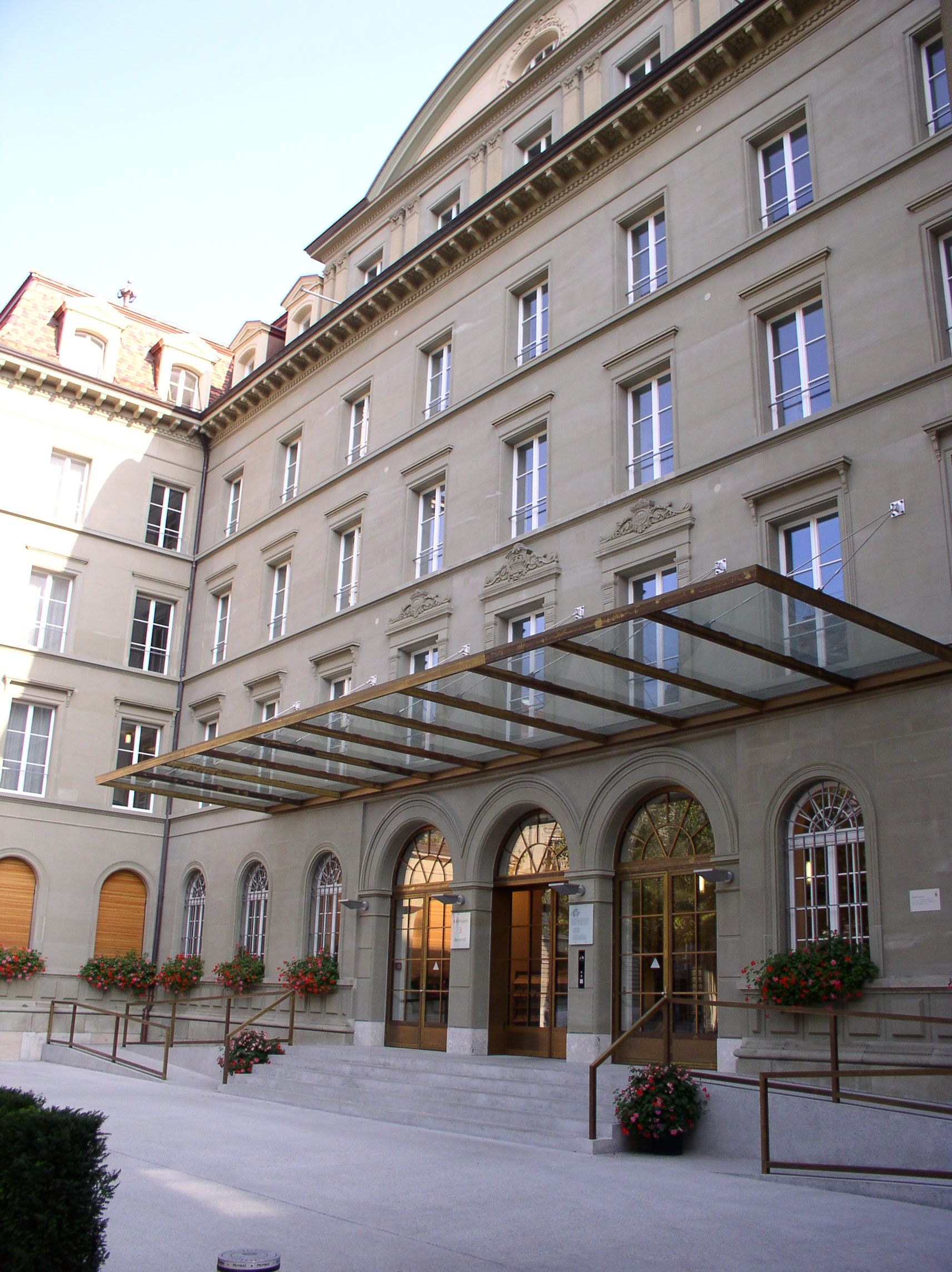
Nordfassade

Der Bernerhof ist ein ehemaliges Luxushotel in Bern. Es befindet sich an der Bundesgasse 3, zwischen dem Bundeshaus und der Kleinen Schanze. Erbaut wurde das Hotel von 1856 bis 1858 nach Plänen von Jakob Friedrich Studer und Johann Carl Dähler. Finanzielle Probleme nach dem Umbau in den Jahren 1907/08 und insbesondere nach dem Ersten Weltkrieg führten 1923 zur Einstellung des Hotelbetriebs und zur Übernahme des Gebäudes durch den Bund. Seither dient der Bernerhof als Hauptverwaltung des Eidgenössischen Finanzdepartements. 2004/05 wurde das Gebäude umfassend saniert und erhielt im Parterre Repräsentationsräume für Staatsempfänge.

## Geschichte

### Hotel

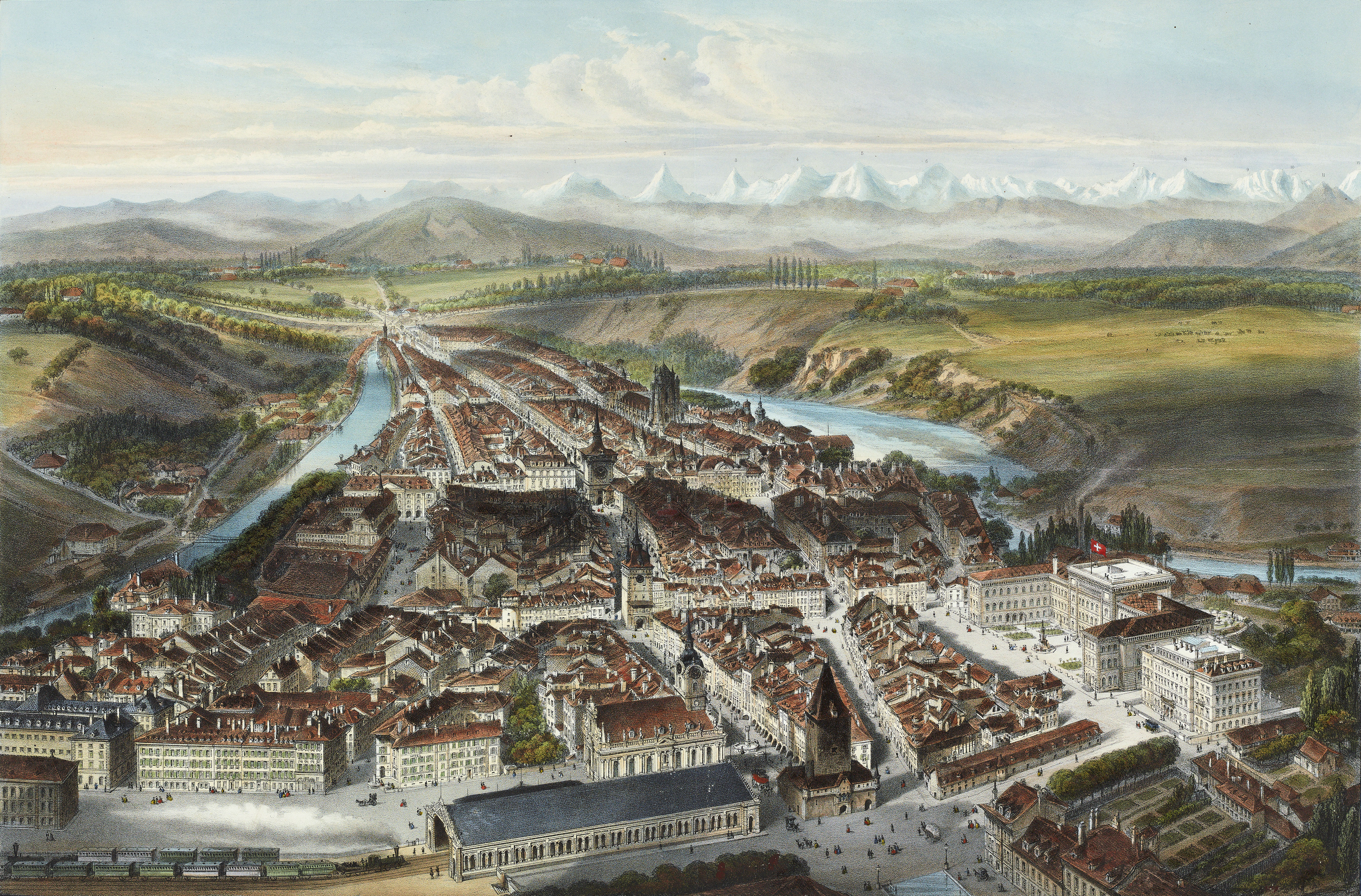
Von rechts: der Bernerhof neben dem ältesten Teil des Bundeshauses (1858)

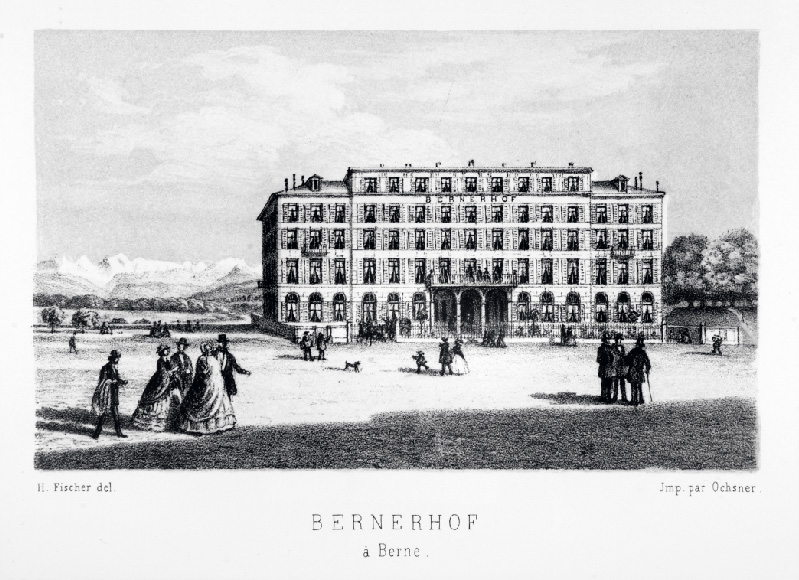
Der Bernerhof auf einer Postkarte aus dem Jahr 1858

1848 entschied sich die Bundesversammlung für Bern als Sitz der Bundesbehörden. Für deren zentrale Unterbringung wurde zwischen 1852 und 1857 unter der Leitung von Jakob Friedrich Studer das «Bundes-Rathaus», der heutige Westflügel des Bundeshauses, errichtet. Dadurch entstand auch das Bedürfnis nach einem Hotel für gehobene Ansprüche. Jean Kraft, der das Hotel Krone an der Gerechtigkeitsgasse führte, erwarb 1854 von der Stadt Bern für 37'000 Franken den westlich an das Bundes-Rathaus angrenzenden Bauplatz. An dieser Stelle stand noch das von 1622 bis 1624 erbaute Obere Marzilitor, ein Teil der Kleinen Schanze der Stadtbefestigung, dessen Abbruch jedoch bereits beschlossene Sache war.
Kraft erteilte Jakob Friedrich Studer, der zeitgleich mit dem Bau des Bundes-Rathauses beschäftigt war, und dessen Konkurrenten Johann Carl Dähler den Auftrag, den Bau des Hotels Bernerhof zu planen. Bauführer war Joseph Charles Bardy. Die Bauarbeiten begannen 1856, deren Kosten beliefen sich auf 550'000 Franken. Der Bernerhof war das erste Hotel der Schweiz, das eine Zentralheizung besass. Am 1. Januar 1859 erfolgte die Eröffnung des Hotels Bernerhof, das über 123 Zimmer mit 185 Betten verfügte. Das erste Bankett war bereits am 12. November 1858 veranstaltet worden, anlässlich der Eröffnung der Roten Brücke. 1859 schloss Kraft das Hotel Krone und übertrug das Hotelpatent auf den Bernerhof. Das neue Gebäude wollte er ursprünglich Hôtel de la Couronne (franz. für Hotel Krone) nennen, weshalb er über dem Haupteingang ein entsprechendes Symbol in den Stein hauen liess. Schliesslich entschied er sich jedoch für die «demokratischere» Bezeichnung Bernerhof.

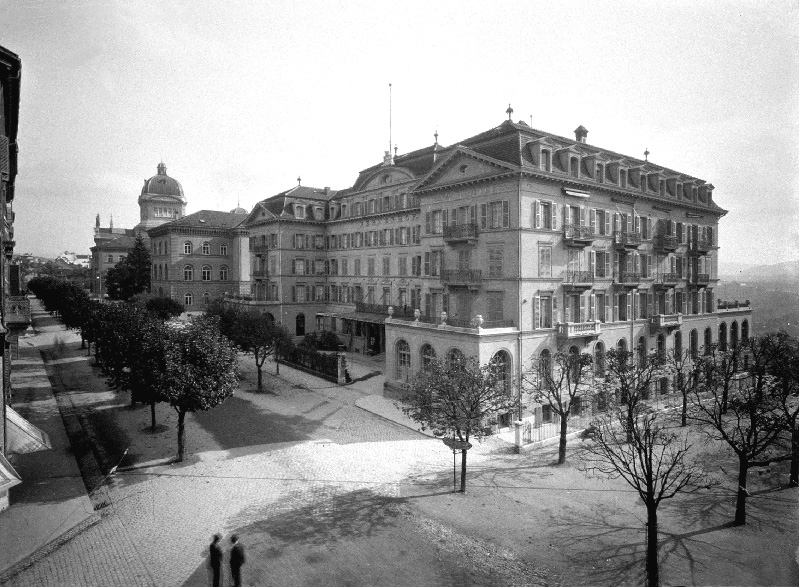
Der Bernerhof im Jahr 1908

1866 wurde das Hotel südseitig um zwei gedeckte Gartenterrassen erweitert, 1875 an der Nordseite links und rechts um je einen einstöckigen Flügelbau. Die Söhne von Charles Kraft, die das Hotel nach dessen Tod übernommen hatten, liessen 1907 ein Umbauprojekt ausarbeiten. Die Veranden auf der Südseite sollten zu je einem Saal erweitert werden. Ausserdem sollten die Seitenflügel auf der Nordseite um drei Geschosse aufgestockt und mit einem Mansarddach versehen werden. Nach einer Einsprache durch die Direktion der Eidgenössischen Bauten, die eine Beeinträchtigung der Lichtverhältnisse im Bundeshaus West befürchtete, wurde der Ausbau der Veranda auf der Südostseite nicht durchgeführt. Während der einjährigen Umbauphase erfuhr das Hotel auch im Innern zahlreiche Änderungen. Die Aufteilung der Gesellschaftsräume im Erdgeschoss änderte sich grundlegend. Neu waren 162 Zimmer mit 220 Betten vorhanden.
Als grösster Konkurrent erwies sich das 1865 eröffnete Hotel Bellevue Palace an der Inselgasse (heutige Kochergasse). Die Bundesbehörden bevorzugten keines der Häuser, sondern verteilten Staatsanlässe und die Neujahrsessen mit dem diplomatischen Corps gleichmässig.
Zahlreiche prominente Personen stiegen im Bernerhof ab. Dazu gehörten unter anderem die russische Zarin Marija Alexandrowna, der französische Kaiser Napoleon III., der siamesische König Chulalongkorn, der britische König Edward VII., der amerikanische Präsident Ulysses S. Grant sowie zahlreiche Vertreter von Wirtschaft, Kunst und Kultur. Letzter gesellschaftlicher Höhepunkt im Bernerhof war das Bankett anlässlich des Staatsbesuchs des deutschen Kaisers Wilhelm II. im September 1912.
Auch japanische Delegationen waren mehrfach zu Gast: 1867 die erste offizielle japanische Delegation in der Schweiz; danach, 1873, die Iwakura-Mission. Als Referenz an diese historischen Besuche wurde im September 2008, die 8. Verhandlungsrunde über das Freihandelsabkommen zwischen der Schweiz-Japan im Bernerhof abgehalten.
Im Bernerhof operierte Theodor Kocher, späterer Nobelpreisträger, seine Privatpatienten, bevor er 1904/05 sein eigenes Privatspital bauen liess.

### Verwaltung
Wegen des Umbaus war der Bernerhof bereits mit 600'000 Franken belehnt worden. Der Ausbruch des Ersten Weltkriegs führte dazu, dass die meisten Gäste ausblieben und die Besitzer weitere 600'000 Franken als Anleihe aufnehmen mussten. 1923 starb der Geschäftsführer Ernst Rudolf Kraft, so dass seiner Witwe Olga keine andere Wahl blieb, als den Bernerhof für 2,9 Millionen Franken an den Bund zu verkaufen. Die Direktion für Eidgenössische Bauten sah darin eine gute Gelegenheit, relativ kostengünstig zu einem neuen Verwaltungsgebäude zu kommen. Anfangs war geplant, dass das Eidgenössische Politische Departement hier einziehen sollte. Nach einem Umbau bezog 1924 letztlich jedoch das Eidgenössische Finanzdepartement das Gebäude.
Die neue Nutzung des Bernerhofs erforderte grössere strukturelle Eingriffe im Innern, die insgesamt 450'000 Franken kosteten. In den oberen Stockwerken baute man die Räume so um, dass die Büros vom zentralen Lichthof aus betreten werden können. Man veränderte Raumzuteilungen und -zugänge, entfernte die meisten sanitären Anlagen und unterteilte die Salons im Erdgeschoss. 2004/05 wurde der Bernerhof umfassend saniert. Dabei stellte man die Salons wieder her, so dass sie wieder für Staatsempfänge genutzt werden können. Eine neue Unterteilung der Büroräume und der Ausbau des Dachgeschosses ermöglichten eine Optimierung der Raumnutzung. Insgesamt bietet das Gebäude Raum für 260 Arbeitsplätze.